# Anni Kronbichler
Anni Kronbichler, avstrijska alpska smučarka, * 22. marec 1963, Walchsee.
Nastopila je na Olimpijskih igrah 1984, kjer je bila osma v slalomu in štirinajsta v veleslalomu. Na Svetovnem prvenstvu 1985 je osvojila četrto mesto v slalomu, leta 1982 pa šesto mesto v kombinaciji. V svetovnem pokalu je tekmovala devet sezon med letoma 1980 in 1987 ter dosegla tri zmage in še štiri uvrstitve na stopničke, vse v slalomu. V skupnem seštevku svetovnega pokala je bila najvišje na enajstem mestu leta 1983, ko je bila tudi šesta v slalomskem seštevku.